# UFC Fight Night: Stout vs. Fisher
UFC Fight Night: Stout vs. Fisher（ユーエフシー・ファイトナイト：スタウト・バーサス・フィッシャー、別名UFC Fight Night 10）は、アメリカ合衆国の総合格闘技団体「UFC」の大会の一つ。2007年6月12日、フロリダ州ハリウッドのセミノール・ハードロック・ホテル&カジノで開催された。
本大会ではUFC 58で対戦したサム・スタウトとスペンサー・フィッシャーの再戦がメインイベントとして行われた。なお、大会はSpikeにより全米およびカナダへ無料放送された。

## 大会概要
メインイベントでは、スペンサー・フィッシャーがサム・スタウトに判定勝ちを収めリベンジを果たした。
キャリア8戦全勝のNABC MMAウェルター級王者タムダン・マクローリーがUFCデビュー。

## 試合結果

### プレリミナリィカード
第1試合 ライト級 5分3R
○  ネイト・モーア vs.  ルーク・コーディロ ×
3R終了 判定3-0（30-27、29-28、29-28）
第2試合 ウェルター級 5分3R
○  アンソニー・ジョンソン vs.  チャド・レイナー ×
1R 0:13 KO（スタンドパンチ連打）
第3試合 ライト級 5分3R
○  グレイゾン・チバウ vs.  ジェフ・コックス ×
1R 1:52 肩固め
第4試合 ウェルター級 5分3R
○  タムダン・マクローリー vs.  ピート・スプラット ×
2R 2:04 三角絞め
第5試合 ウェルター級 5分3R
○  フォレスト・ペッツ vs.  ルイージ・フィオラヴァンティ ×
3R終了 判定3-0（30-27、29-28、29-28）

### メインカード
第6試合 ライト級 5分3R
○  チアゴ・タバレス vs.  ジェイソン・ブラック ×
2R 2:49 三角絞め
第7試合 ミドル級 5分3R
○  ドリュー・マクフェドリーズ vs.  ヨルダン・ラデフ ×
1R 0:33 KO（右アッパー）
第8試合 ウェルター級 5分3R
○  ジョン・フィッチ vs.  ホアン・"ジュカオン"・カルネイロ ×
2R 1:07 チョークスリーパー
第9試合 ライト級 5分3R
○  スペンサー・フィッシャー vs.  サム・スタウト ×
3R終了 判定3-0（30-27、30-27、30-27）

### 各賞
ファイト・オブ・ザ・ナイト： スペンサー・フィッシャー vs. サム・スタウト
ノックアウト・オブ・ザ・ナイト： ドリュー・マクフェドリーズ
サブミッション・オブ・ザ・ナイト： チアゴ・タバレス
各選手にはボーナスとして30,000ドルが支給された。